# مصل لبن
مَصْلُ اللَّبَن أو شِرْشُ اللَّبَن (الحليب): سائلٌ ينفصل عن اللبن (الحليب) الذي تخثَّر على شكل جُبن أو رائب (لبن الزَّبادي). وهو شِرْش الحليب بعد صِناعة الجُبْن.
وهو ناتج ثانوي من صناعة الجُبن ومنتجات الألبان، فالحلو: من صناعة الأجبان الصُّلْبة كالشيدر، والجُبْن السويسري، والحامض: من صناعة منتجات الألبان كالزبادي.

## المكونات
يشكّل محتوى البروتين نحو 10٪ من المواد الصلبة الجافة في مصل اللبن وتكون من مجموعة بروتينات منها البيتا لاكتوغلوبيولين (بنسبة 65٪)، والألفا لاكتالبومين (بنسبة 25٪)، وألبومين المصل (بنسبة 8٪)، والغلوبيولين المناعي، والببتون البروتيني. قد يقلل بروتين مصل اللبن بمكوناته -وفقًا للتجارب المعملية- من خطر الإصابة بالسرطان في الحيوانات.
تكون بروتينات مصل اللبن نحو 70٪ من لبن الأم، ويكون بروتين الكازين نسبة 30٪ الباقية، بينما تشكل بروتينات مصل اللبن نسبة 20٪ من حليب الأبقار، ويشكل بروتين الكازين نسبة 80٪ الباقية.
يمكن فصل البروتينات من مصل اللبن عن طريق الترشيح الغشائي ثم تجفيفها بالرذاذ.
يؤدي التسخين المستمر إلى درجات الحرارة العالية التي تزيد عن 72 درجة مئوية كما في عملية البسترة إلى إفساد البروتينات الموجودة في مصل اللبن.

## الاستخدامات
يستخدم مصل اللبن في صنع العديد من المنتجات مثل جبن الريكوتا وجبن البرونوست وزبدة مصل اللبن، كما يضاف إلى العديد من المواد والأطعمة المصنعة مثل الخبز والبسكويت وبعض أنواع المعجنات وعلف الحيوانات.
يحتوي مصل اللبن على نسبة منخفضة من الدهون بحيث لا يكفي 1000 رطل من مصل اللبن سوى لصنع بضعة أرطال من زبدة مصل اللبن.